# NASCAR Rumble
NASCAR Rumble es un videojuego de carreras creado por Electronic Arts para PlayStation. Los jugadores compiten en 18 campos diferentes en seis áreas diferentes, recolectando poderes para ayudarlos. El juego fue recibido con críticas bastante positivas, y obtuvo un 80% en GameRankings. El juego es una desviación de muchos juegos de NASCAR, ya que es una carrera de arcade con varias pistas y poderes similares a los de Mario Kart. Se realizó una secuela sin licencia de NASCAR para la PlayStation 2, llamada Rumble Racing.

## Jugabilidad
En NASCAR Rumble, el objetivo principal del juego es ganar una carrera o serie de carreras contra uno a cinco oponentes. Los participantes corren en autos de la Copa NASCAR, además de varios vehículos de la serie NASCAR Truck Series desbloqueables, más allá de las leyendas de NASCAR y vehículos adicionales. Otra característica del juego incluye la voz del actor Jess Harnell, quien habla con el jugador durante las carrera. El juego también presenta tres canciones originales del guitarrista Derek Trucks.

## Modos de juego

### Carrera única
En una sola carrera, los jugadores compiten una carrera en cualquier pista de su elección. Pueden elegir entre uno y ocho circuitos y entre uno y cinco oponentes. Si se activa una determinada función, el jugador puede incluso seleccionar el automóvil y la clase de carreras de sus oponentes.

### Campeonato
En un campeonato, el jugador puede participar en un campeonato, como Metropolis, y tendrá tres carreras que hacer en ese campeonato. Dependiendo de qué tan bien lo haga el jugador en cada carrera, son recompensados con diez puntos por un triunfo, ocho para el segundo, seis para el tercero, cuatro para el cuarto, dos para el quinto y uno para el sexto. Se mantiene un total acumulado, y la posición final final se basa en el total de puntos obtenidos en las tres carreras. Si el jugador termina primero, recibe un trofeo y desbloquea la carrera de leyenda en esa serie.
Los campeonatos también se pueden jugar en el modo «Cyber Team», donde hay tres equipos con dos jugadores en cada uno. Los miembros del equipo combinan sus puntos y las clasificaciones se basan en ambos miembros, por lo que puede ser un buen control de fuerza para un jugador experto. También hay un modo "cooperativo", donde dos jugadores humanos están en un equipo.
También hay un modo de «Leyenda», donde un jugador puede desbloquear a un piloto NASCAR anterior en un campeonato contra la leyenda y cuatro pilotos "normales". Sin embargo, el jugador debe terminar primero, y no solo vencer a la leyenda. Por ejemplo, si el jugador termina en segundo lugar y la leyenda es tercera, la leyenda no se desbloqueará.
Además, aunque es bastante raro, los jugadores pueden alcanzar tiempos de "Vía rápida" si terminan un campeonato dentro de un cierto límite de tiempo (las tres veces de cada pista en un campeonato sumadas). No se sabe mucho acerca de estos tiempos. Obtener un tiempo -El premio Track desbloquea instantáneamente la siguiente clase de carreras para jugar si el tiempo se obtuvo en la clase Rookie o Pro. No hay un tiempo Fast-Track disponible en cada una de las copas EA Championship.

### Showdown
«Showdown» es un enfrentamiento de una vuelta contra un oponente de la elección del jugador. El jugador también elige la pista, el número de vueltas y la densidad de encendido.

### Tiempo de prueba
En una contrarreloj, el jugador tiene cuatro vueltas para obtener la pista y/o el registro de vuelta para una pista de su elección. Los registros de seguimiento son "oficiales" si solo se ejecutan cuatro vueltas, independientemente de la densidad de encendido. Hay un máximo de cinco registros de pista para cada pista, pero solo un registro de vuelta.